# Гальський район
Га́льський райо́н (груз. გალის რაიონი) — район самопроголошеної Республіки Абхазії, розташований на південному сході республіки. Адміністративний центр району — місто Гал.
1994 року з північної частини був утворений Ткуарчальський район, ще частина відійшла до сусіднього Очамчирського району.

## Географія
Район на північному заході межує з Очамчирським районом, на північному сході — з Ткуарчальським районом, на півдні — з Грузією.

## Населення
Населення району станом на 2011 рік становить 30437 осіб, з яких 7583 особи є міським населенням, а 22854 особи — сільським. Населення району в 2003 році становило 29287 осіб.

### Національний склад
Станом на 2003 рік: грузини — 28919 (98,7%), росіяни — 156 (0,5%), абхази — 121 (0,4%), українці — 25 (0,1%), вірмени — 14 (0,1%), греки — 10 (0,0%), осетини — 6 (0,0%), інші — 36 (0,1%).

## Адміністративний поділ
В адміністративно-територіальному відношенні район поділяється на 1 місто та 